# 다발성 신경병증
다발성 신경병증 ( Polyneuropathy )은 말초신경계가 손상되어 생기는 신경학적 장애를 가리킨다.  이 증상은 갑자기 발생하기도 하고, 점진적으로 생기기도 한다.  이 질병의 결과로 대부분 감각과 운동 신경의 장애를 초래하며, 자율신경계에 영향을 미칠 수 있다.  

## 원인
급성 다발성 신경병증은 감염, 자가면역 반응, 약, 항암제와 같은 물질에 의해 발생하며, 만성 다발성 신경병증은 당뇨, 알코올 중독, 영양 결핍, 신부전, 간부전과 같은 대사성 질환에 의해 발생한다. 

## 증상
손과 발이 시리고 화끈거리며, 칼로 도려내는 듯한 통증이 있다.  좀 더 심해지며, 감각 저하가 일어나고, 전기가 오르는 것 같은 느낌이 든다.

## 치료
자료방법으로는 원인치료가 가장 효과적이다.  

## 같이 보기
- 신경근육질환